# 아시로정
아시로정(安代町)은 이와테현 이와테군에 있었던 정이다. 2005년 9월 1일에 마쓰오촌, 니시네정과 합병돼 하치만타이시가 되었다.

## 개요
정제 시행 당시에는 니노헤군이었지만 2002년부터 폐지 시점까지는 이와테 군이었다.
숲속의 생산에 힘을 썼으며, 그 생산량은 일본 제일이다.앗피 고원 스키장, 다야마 스키장, 앗피 온천을 중심으로 관광 레저 시설도 충실하다.캐치프레이즈는 '하나와 스키와 온천의 거리'였다.

## 연혁
- 1889년 4월 1일 - 정촌제 시행과 함께 주변의 촌을 합병해 아라사와촌, 다야마촌이 성립하였다.
- 1956년 9월 30일 - 아라사와촌과 다야마촌이 합병해, 니노헤군 야스시로정이 되었다.
- 2002년 4월 1일 - 군의 소속이 변경되어 이와테군 야스시로정이 되었다.
- 2005년 9월 1일 - 이와테군 야스시로정, 니시네정, 마쓰오촌과 합병해 하치만타이시 야스시로지구가 되었다.

## 교통

### 철도
- 동일본 여객철도 하나와선

### 도로
- 도호쿠 자동차도
- 하치노헤 자동차도
- 국도 282호선